# Andermatt
Andermatt é uma comuna da Suíça, no Cantão Uri, com cerca de 1.351 habitantes. Estende-se por uma área de 62,15 km², de densidade populacional de 22 hab/km². Confina com as seguintes comunas: Airolo (TI), Göschenen, Gurtnellen, Hospental, Tujetsch (GR).
Juntamente com Realp e Hospental, está localizada no vale Urseren, a 22 km ao sul de Altdorf, capital do Cantão de Uri.
A língua oficial nesta comuna é o Alemão.